# أنطونيو لوبيز (لاعب كرة قدم مواليد 1965)
أنطونيو لوبيز (بالإسبانية: Antonio López Alfaro)‏ هو لاعب كرة قدم إسباني، ولد في 20 مايو 1965 في إينيستا في إسبانيا. لعب مع نادي ألباسيتي.